# アップ・オール・ナイト (ジョン・スコフィールドのアルバム)
『アップ・オール・ナイト』（Up All Night）は、アメリカ合衆国のジャズ・ギタリスト、ジョン・スコフィールドが2003年に発表したスタジオ・アルバム。

## 背景
『ウーバージャム』（2002年）に参加したワーキング・バンドが引き続き起用されているが、ベーシストのジェシー・マーフィーは、本作収録曲の一部のソングライティングに貢献しているものの、2002年6月にスコフィールドのバンドを脱退した。本作でスコフィールドと初共演を果たしたベーシストのアンディ・ヘスは、2001年にブラック・クロウズに加入し、2002年春からはガヴァメント・ミュールのメンバーとしての活動も始めていた。
「フィリオピエティ」は、ユセフ・ラティーフの曲「From Within」からのサンプリングが使用されており、作曲クレジットにもラティーフの名前が記載された。「ホワッチャ・シー・イズ・ホワッチャ・ゲット」は、ドラマティックスが1971年にシングル・ヒットさせた曲のカヴァーである。

## 反響・評価
アメリカでは『ビルボード』のコンテンポラリー・ジャズ・アルバム・チャートで8位を記録した。
アレックス・ヘンダーソンはオールミュージックにおいて5点満点中4点を付け、アルバム全体に関して「『ウーバージャム』と同様、知性とファンキーさを両立させてみせたフュージョン作品」、「シカサリ」に関して「現代のナイジェリア音楽のフュージョン的解釈」と評している。また、『CDジャーナル』のミニ・レビューでは「ファンクのグルーブとロックのマインドが脈打つバンド・サウンドはパワー全開」と評されている。

## 収録曲
特記なき楽曲はジョン・スコフィールド作曲。
1. フィリオピエティ - "Philiopiety" (John Scofield, Avi Bortnick, Andy Hess, Adam Deitch, Yusef Lateef) - 6:18
2. ウォッチ・アウト・フォー・ポポ - "Watch Out for Po-Po" (J. Scofield, A. Bortnick, Jesse Murphy, A. Deitch) - 6:05
3. クリーパー - "Creeper" - 7:28
4. ホワッチャ・シー・イズ・ホワッチャ・ゲット - "Whatcha See Is Whatcha Get" (Tony Hester) - 5:53
5. アイム・リスニング - "I'm Listening" (J. Scofield, A. Bortnick, J. Murphy, A. Deitch) - 2:57
6. シカサリ - "Thikhathali" (J. Scofield, A. Bortnick, J. Murphy, A. Deitch) - 6:57
7. フォア・オン・ザ・フロア - "Four on the Floor" - 6:04
8. ライク・ザ・ムーン - "Like the Moon" - 6:38
9. フリーキン・ディスコ - "Freakin' Disco" (J. Scofield, A. Bortnick, A. Hess, A. Deitch) - 8:20
10. ボーン・イン・トラブルド・タイムズ - "Born in Troubled Times" - 5:05
11. エヴリー・ナイト・イズ・レディス・ナイト - "Every Night Is Ladies Night" (J. Scofield, A. Deitch) - 5:16

## 参加ミュージシャン
- ジョン・スコフィールド - エレクトリック・ギター、ギター・サンプル
- アヴィ・ボートニック - リズムギター、サンプル、ループ
- アンディ・ヘス - エレクトリックベース
- アダム・ダイチ（英語版） - ドラムス

アディショナル・ミュージシャン
- サムソン・オラワレ - パーカッション・サンプル(on #6)
- ホーン・セクション(on #1, #4, #6, #7, #8, #11)
  - クレイグ・ハンディ - テナー・サクソフォーン、フルート、バスクラリネット
  - ゲイリー・スマリアン - バリトン・サクソフォーン
  - アール・ガードナー - トランペット
  - ジム・ピュー - トロンボーン